# Barrika
Barrika en basque ou Barrica en espagnol est une commune de Biscaye dans la communauté autonome du Pays basque en Espagne.
Le nom officiel de la ville est Barrika.
Considéré une des communes les plus anciennes de la Biscaye et son origine est attachée à la maison solaire de Barrika fondée par Sancho Vela en 496. Sa situation côtière et la proximité avec Bilbao a produit une forte augmentation de la population dans la dernière partie du XXe siècle.

## Situation et accès

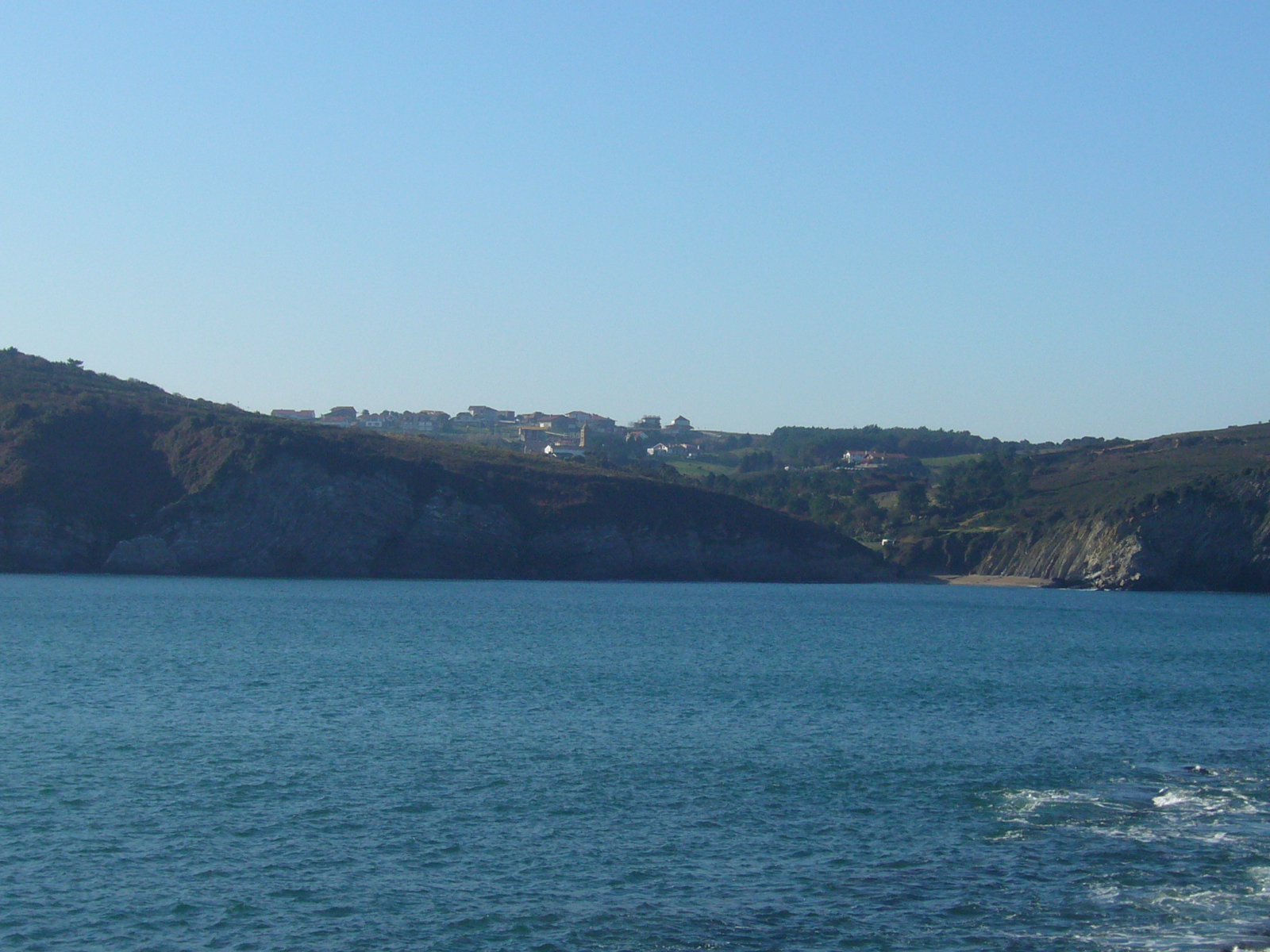
Barrika vu de la mer

L'elizate de Barrika se trouve dans la partie centre occidentale de la côte biscaïenne, sur les bords de la mer Cantabrique dans la comarque d'Uribe. Elle se trouve à 80 m et sa ligne de côte est de 6,1 km de longueur à laquelle il faut ajouter presque les deux qu'il a dans le bord de la rivière du Butron. C'est une municipalité très étendue par son territoire où se forment deux noyaux, plus ou moins, définis: celui d'Elexalde et celui de Goierri.
Elle est distante de la capitale de la province, Bilbao, à 24 km et compte avec de bons moyens de communications avec cette dernière dont une ligne de métro.
Barrika est limitée au nord par la mer Cantabrique, au sud par les municipalités de Plentzia et Urduliz, à l'ouest par Sopela et à l'est avec la rivière Butron.

## Communications
Barrika est relié avec Bilbao par le complexe routier du corridor du Txorierri et le réseau d'autorails qui a été développé dans cette zone de Biscaye. Les routes de communication avec la capitale sont, la BI-634, qui passe par Getxo et la C-6311 et la comarque qui rejoint les villages d'Andraka et de Plentzia. Il est aussi possible d'accéder depuis Mungia et Urduliz par les BI-2120 et BI-3151 respectivement.
La ligne 1 du métro de Bilbao arrive jusqu'à Plentzia en desservant aussi les villages voisins de Barrika. L'aéroport international de Bilbao se trouve dans la proche localité de Loiu et le port de Bilbao reste de l'autre côté de la rivière du Nervion relié par le réseau d'autorails.

## Géographie
La nature de l'elizate de la municipalité de Barrika est restée ainsi jusqu'au début du XXe siècle. Ceci a donné lieu à une population éminemment rurale et dispersée sur le territoire municipal. Deux noyaux, plus ou moins, compacts se sont ainsi formés, un certain organisme urbain. Le lieu où se situe la mairie et l'église paroissiale, qui sont normalement le cœur du noyau urbain, était complété avec deux maisons.
Ces deux entités ont pris de l'importance dans les derniers temps avec une augmentation remarquable de la population attirée par le haut niveau de la qualité de vie de cette zone et leur proximité avec Bilbao (et l'augmentation de la pénurie du logement dans cette ville).
Les quartiers, qui avoisinent l'Alde Zaharra, sont ceux Elexalde et Goierri.

## Hydrographie
La plus importante rivière que parcourt la municipalité est la rivière Butron, déjà transformée en ria sur son territoire. Avec elle plusieurs petits courants qui se jettent dans le Butron lui-même ou directement dans la mer.
Les affluents du Butron dans ce tronçon de Barrika sont :
- L'Urgoso, qui vient du quartier Goierri et a été utilisé pour un moulin situé dans la ferme de Lastarri.
- Le Blaserrota, qui naît dans la Montagne Gane et passe par Musurieta. Il a servi aux moulins de Bekoerrota et de Blaserrota.
- Le Kukutxe, se jette dans le Butron près de la ferme Ardantza. Il servait au moulin de Learrota.

Sur le versant de Sopela :
- L'Umoso, vient de la montagne Gane où il naît à côté de la ferme Agarre.
- Le Lemosa, qui naît dans quartier de Goierri, à la source de l'Arteaga.
- L'Errekalde qui naît dans la montagne de Kurtzio et descend par Zabaletxe.

## Plages

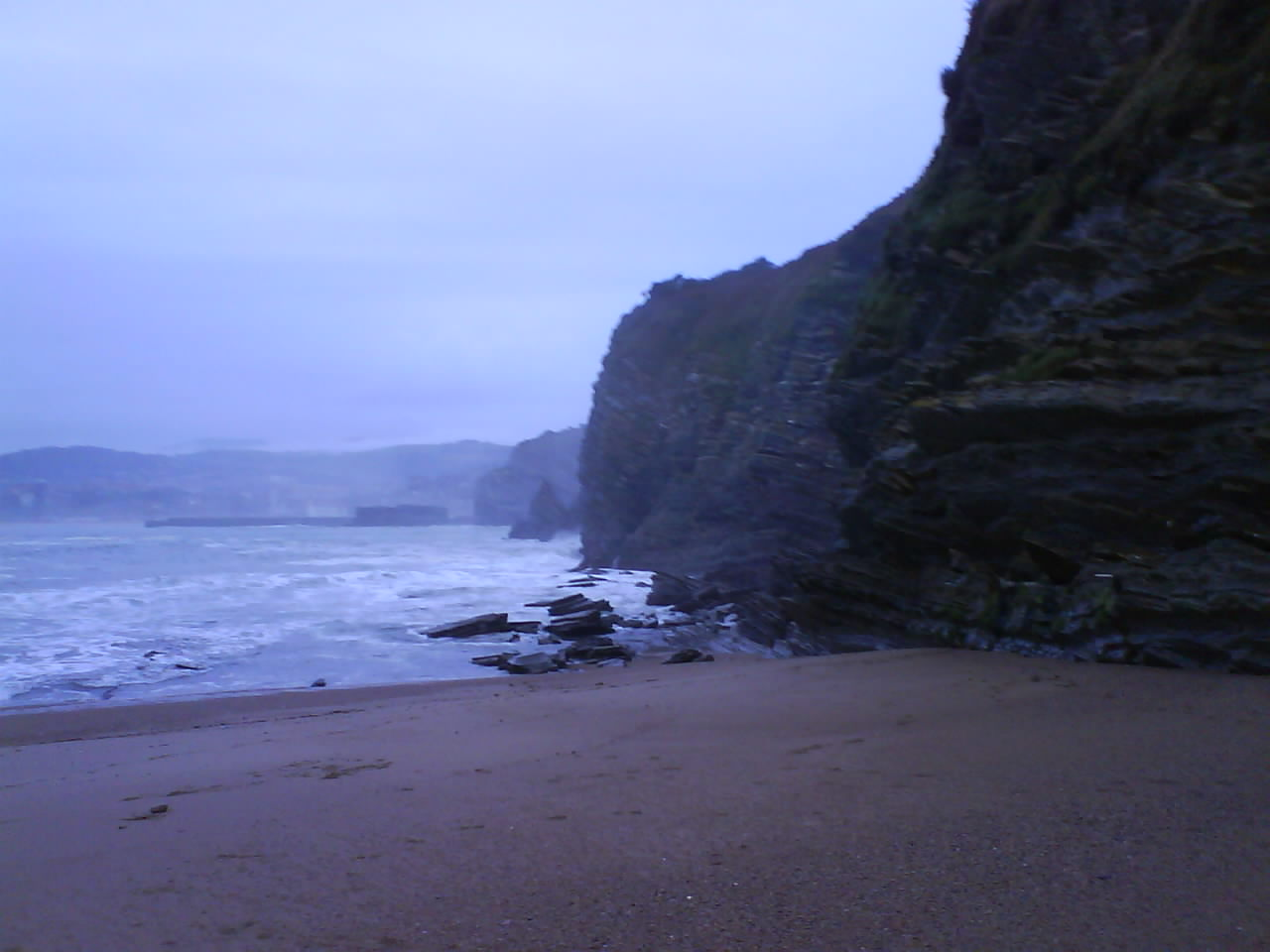
Plage de Muriola. Au fond, Gorliz et Plentzia

Le littoral maritime de Barrika est dominé par les falaises sous lesquelles s'étendent les plages. Près de Plentzia, la pente s'adoucit pour former la Vallée de Txipio.
Dans ses 6 km de côte barrika compte 3 plages :
- Plage de Barrika: avec une bonne qualité de sable, bien que très irrégulière quant à la quantité, la plage de Barrika est de taille moyenne, 270 m de longueur par 30 m de large, variant beaucoup selon les marées. On y pratique le naturisme et a un niveau d'occupation moyen. Elle se situe aux pieds d'une falaise et l'accès se fait par de curieux escaliers.
- Plage de Meñakoz: orientée nord-est, elle est dans la limite de Barrika avec Sopela. Ouverte à la mer, elle est très fréquentée par les surfeurs.
- Plage de Muriola (ou de la carrière): Aussi appelée de la carrière elle est orientée à l'est et très protégée de la mer. Cette plage a été créée à partir des dépôts effectués par une carrière de sable silice qui se trouvait à proximité. Avec cette petite plage s'ouvre l'anse Barrikondo ou d'Usendegi Kala où s'abritent beaucoup de bateaux.

## Orographie
Le territoire municipal de Barrika est très accidenté. Depuis les falaises côtières jusqu'au quartier de Goierri, on trouve une multitude de petites collines qui n'arrivent pas aux 200 m d'altitude, donnant un paysage caractéristique.
Une ligne de sommets qui court de nord à sud divise le territoire municipal en deux versants distincts, un vers le Butron et l'autre vers la Sopela proche. Cette ligne de division d'eaux est définie par les sommets des montagnes Gane, (188 m) et Kurtzio (139 m).
Les pentes de ces montagnes, qui diminuent de manière régulière vers leurs vallées, forment des espaces propices pour la culture et l'élevage.
Les falaises et les marées basses qui s'ouvrent à ses pieds, sont d'intérêt géologique significatif et attirent des étudiants du monde entier.

## Économie
L'économie de la municipalité a été basée, traditionnellement sur l'exploitation d'élevage et agricole à laquelle s'ajoutait la forestière. La population, dispersée sur le territoire, habitait dans des fermes basques typiques, se consacrant aux tâches de l'agriculture et de bétail. L'afflux d'habitants aux nouvelles urbanisations a fait que les revenus économiques aient été obtenues en travaillant dans d'autres lieux de la comarque ou à Bilbao. Le tourisme amène une intéressante source de revenus.
Le secteur primaire: a été celui qui a traditionnellement maintenu l'économie de l'elizate. Les exploitations familiales basées sur la coutume étaient consacrées à l'agriculture, dans de petits potagers et l'exploitation d'élevage, essentiellement bovin. Le marché naturel pour cette production a été la comarque elle-même et la capitale biscaïenne, Bilbao. L'exploitation forestière de la forêt qui a eu dans la municipalité ainsi que celle d'une carrière complétaient l'activité du secteur. La pêche, y compris celle de la baleine, a eu une certaine importance. De nos jours on maintient une partie de ces exploitations mais ont perdu, dans leur majorité, le caractère de contribution principale à l'économie domestique. L'activité principale est développée dans l'industrie ou dans les services, normalement hors de la municipalité, gardant l'activité agricole et l'élevage comme activité secondaire.
Le secteur secondaire: peu développé, avec peu d'industrie.
Le secteur services: la popularité du surf a favorisé le tourisme dans la municipalité. Ceci a fait se développer une certaine, bien que faible, infrastructure hôtelière. Barrika entre dans l'ensemble touristique de cette partie de la côte biscaïenne qui se centre à Plentzia.

## Histoire
Les découvertes du gisement archéologique de Kurtzio attestent déjà une présence humaine sur le territoire municipal pendant l'Asturien,. Ce gisement est un lieu où on s'approvisionnait en pièces lícticas.
L'organisation comme elizate remonte ses origines à la structure politique de la Lur Laua propre au Moyen Âge. Sancho Vela a fondé sa maison solaire de Barrika en 496, celle-ci étant l'origine de l'elizate postérieure. À la maison solaire originale ont été rattachées d'autres dans lesquelles vivaient les dénommés Seigneurs de Barrika.
Au XIIIe siècle, Lope Díaz de Haro, Seigneur de Biscaye, accorde le cartulaire à la population dans laquelle on mentionne la pêche à la baleine par ses habitants. Quant à la pêche elle était intégrée dans la confrérie de Mareantes de San Pedro de Plentzia.
Barrika comptait avec siège et vote dans les Juntes Générales de Guernica, son nombre était de 51. Pendant la période de la guerre des bandes elle a appartenu au côté des oñacinos.
En 1837, il y avait dans l'elizate 63 maisons. Depuis lors et jusqu'à nos jours, et surtout dans la dernière partie du XXe siècle, la population a eu un développent démographique important.

## Patrimoine

### Patrimoine religieux
- Église Paroissiale de Santa María: datée de 1052.
- Ermitage de San Pedro González Telmo: datée de 1733 et située sur les terrains de la Maison Aranbaltza.

Il y a quelques maisons solaires intéressantes comme celles de Barrika, Txarta, Garramune, la maison forte des comtes de Barrika et la Résidence Elorduy (actuellement maison de retraite).

## Fêtes
Barrika a ses festivités aux dates suivantes :
- Le 3 février, en honneur à San Blas (Saint Blaise).
- Le 24 juin, en honneur à San Juan (Saint Jean).
- Le 30 novembre, en honneur à San Andres (Saint André).

### Sources
- (es) Cet article est partiellement ou en totalité issu de l’article de Wikipédia en espagnol intitulé « Barrica (Vizcaya) » (voir la liste des auteurs).